# 今戸焼 (落語)

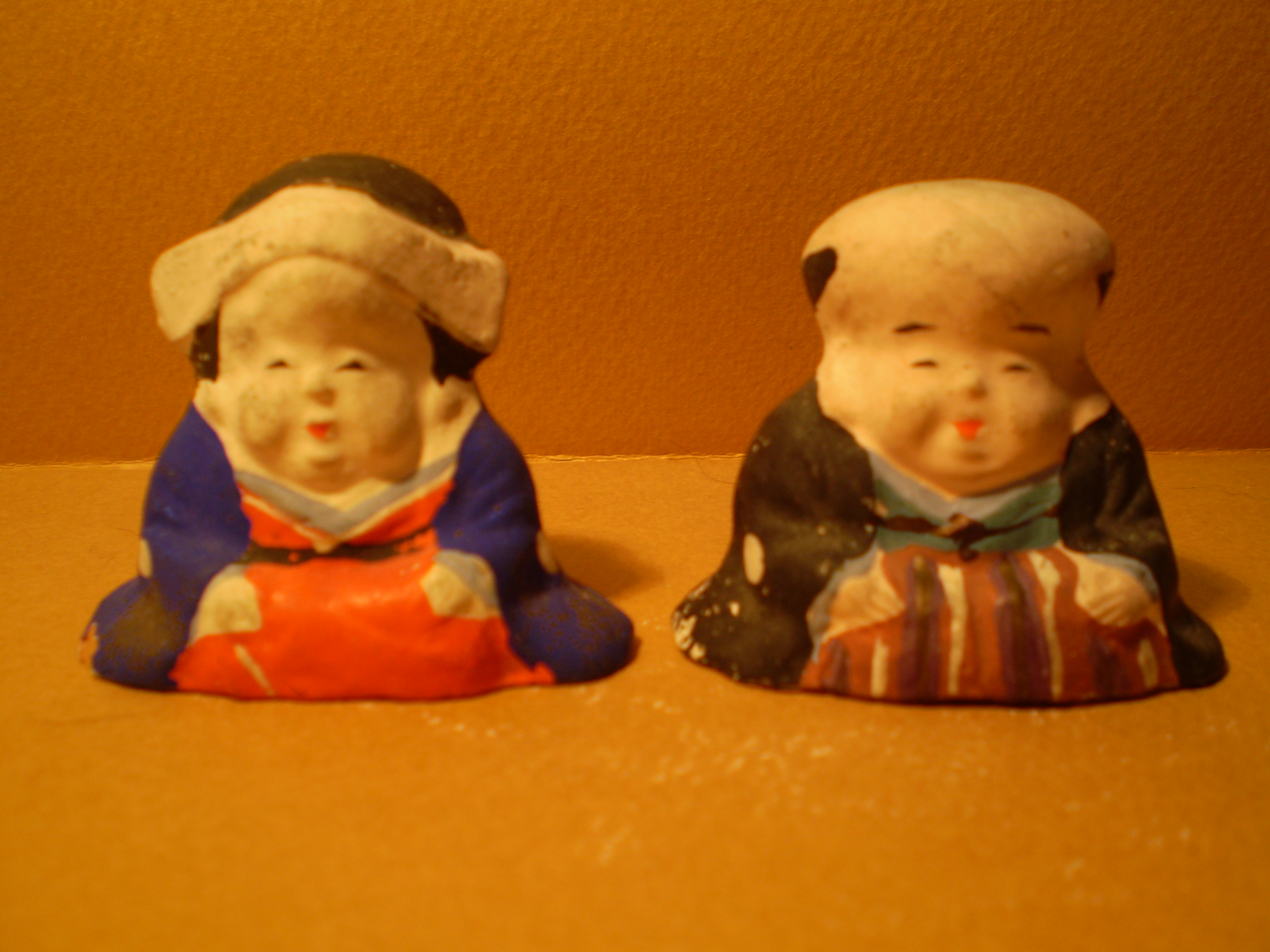
今戸焼　今戸人形「福助とお福」（昭和戦前・金沢春吉　作）

今戸焼（いまどやき）は古典落語の演目の一つ。

## あらすじ
夕刻亭主が帰宅したら女房がいない。「あの野郎。どこへ行きやがった。ははあ。こんところ、かみさん連中寄るといつもべしゃべしゃ芝居（しべえ）の話してやがったから、芝居いきやがったんだよ。あん畜生め、・・・・別に芝居行くのはかまわないけどさ、晩飯一人で火をおこす身にもなってみやがれってんだ。」「この前呼ばれた友達んとこは新婚でいいなあ。それにくらべて俺んとこは・・・止せばよかった舌切雀、ちょいとなめたが身の因果っていうけれど、えれえもん、なめちゃったねえどうも。今や悲しき六十歳だね。」と一人でぶつぶつ女房の不満をこぼしているところへ、女房が帰ってくる。
案の定近所のかみさんと一緒の芝居見物の帰りであった。すっかり膨れている亭主を見て
「あらお前さん、どうしたの。どうしたのってさ。まあ、いやだ、怒ってるの。お前さん怒ってる方が顔が苦み走っていいよ。普段でれりぼおってしてるよりよっぽどいいわよｵ。」
「そんなおこってばっかりじゃ顔疲れちまうよ。どこ行ってたんだい。」
「芝居。」
とあっさり答えられ、亭主は怒る気もなくなり「そらｱ・・・行っちゃだめだとは言わないよ。家で待ってる俺の身にもなってくれよ。」と愚痴をこばす。だが、「あら。怒ることないじゃないの。あたしだって蔭で亭主のこと悪く言ってないわよ。」と言われるとそこは夫婦。「そうかい。だが、おめえの芝居の話きいてるとよ。元っさんは宗十郎に似ている。三吉ッあんは吉右衛門に似てますって、よその亭主のことばかりだ。物にはついでてえものがある。浮世には義理てえものがある。夫婦の仲には人情てえものがある。・・・ヘヘンてんでェ。俺は誰に似てるんだ。」
「あら、あたしだってちゃんと手を廻してますよ。」
「じゃあ誰に似てるんだ。」
「お前さん福助。」
「あの役者のか。」
「なあに、今戸焼の福助だ。」

## 概略
- 歌舞伎がテーマとなっているので、歌舞伎役者の知識がないとわからない。ここでいう「宗十郎」は古風な芸で人気のあった7代目澤村宗十郎を、「吉右衛門」は6代目尾上菊五郎とならぶ名優初代中村吉右衛門を、「福助」は夭折した美貌の女形成駒屋5代目中村福助をそれぞれ指している。いずれも大正期から戦前にかけて人気のあった歌舞伎役者である。

- この話は半分が亭主のモノローグで、語り口の巧さが出来を左右する。8代目三笑亭可楽の口演は、独自の口調で良い味を出していた。10分足らずの小品だが、芝居の雰囲気や夫婦の人情の機微が見事に描き出されている。

- 9代目桂文治は歌舞伎を映画にアレンジして、映画好きの女房が登場する演出をとって『映画女房』と題して演じていた。サゲも「俺も映画俳優に似ているっていうからすっかり嬉しくなってね。『誰に似てんだよ。』ってたら、『お前さん、渥美清』って言いやがる。」としていた。

- 福助とお福の姿は今戸焼（今戸人形）の主要製品のひとつであった。

## 落語と歌舞伎
どちらも人気のある大衆芸能として関係が深い。歌舞伎の世界を主題にしたり、芝居がかった演出をとる芝居噺が数多く東西に残されている。三遊亭圓朝、8代目桂文治、初代桂文我、初代桂小文治、2代目三遊亭円歌、8代目林家正蔵（後の林家彦六）などの落語家は芝居噺を得意とした。また「牡丹灯篭」「塩原太助」「粟田口」「眠駱駝物語」「文弥殺し」「髪結新三」など落語の歌舞伎化も多く見られる。
落語家が歌舞伎を演じる「鹿芝居」も今日さかんに演じられ、落語界と歌舞伎との交流はさかんである。